# 14. primorsko-goranska brigada (NOVJ)
Za druge 14. brigade glejte 14. brigada.
14. primorsko-goranska brigada je bila brigada v sestavi Narodnoosvobodilne vojske in partizanskih odredov Jugoslavije in ki je delovala med drugo svetovno vojno na področju Kraljevine Jugoslavije.

## Zgodovina
Brigada je bila ustanovljena 26. novembra 1942; imela je 3 bataljone in 599 borcev.

## Organizacija
- štab
- 3x bataljon